# 3e étape du Tour de France 2021
Pour un article plus général, voir Tour de France 2021.
La 3e étape du Tour de France 2021 se déroule le lundi 28 juin 2021 entre Lorient et Pontivy, sur une distance de 182,9 kilomètres.

## Parcours

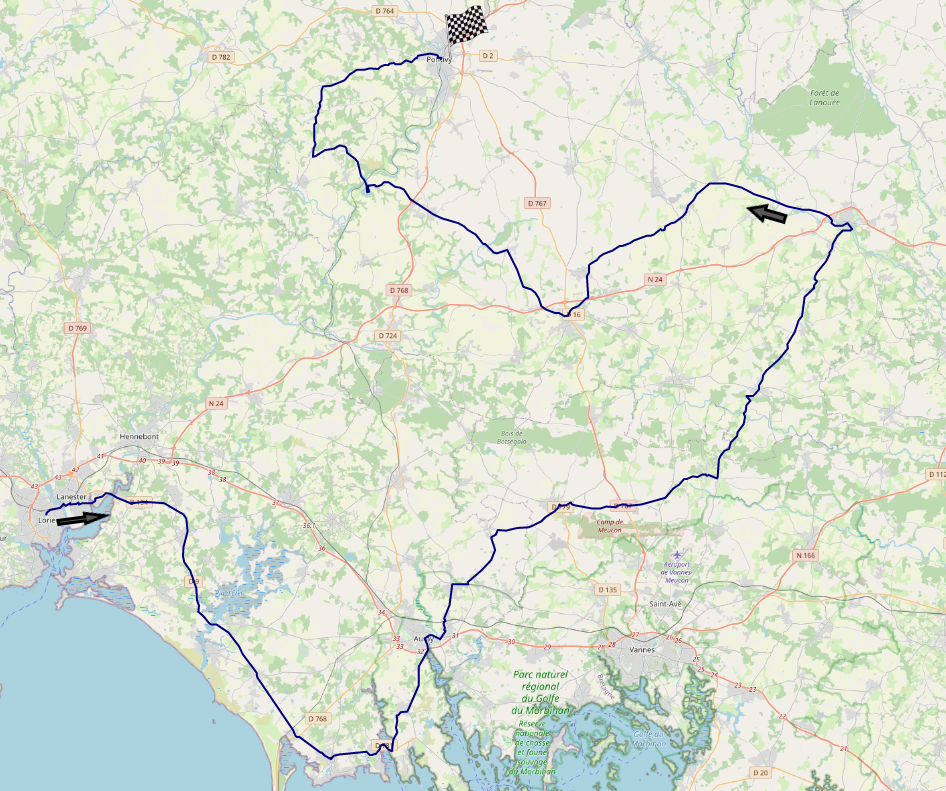
Parcours de l'étape sur openstreetmap.

La troisième étape de la 108e édition du Tour de France s'élance de Lorient pour rallier Pontivy, sur une distance de 183 km.
Son parcours prend place exclusivement dans le département du Morbihan. Les cinquante premiers kilomètres se déroulent à proximité du Golfe du Morbihan, de la Presqu'île de Quiberon et des nombreux alignements mégalithiques, comme ceux de Carnac. Les cent derniers kilomètres prennent place plus profondément dans les terres, avec des passages à Grand-Champ et à Plumelec, hauts-lieux du cyclisme breton.
Deux ascensions sont au programme : la fameuse côte de Cadoudal (1,7 km à 6,3 %), à Plumelec, et la côte de Pluméliau (2,2 km à 3,1 %). Le sprint intermédiaire est tracé à La Fourchette (km 118). Les quinze derniers kilomètres présentent une fin de parcours vallonnée, à majorité descendante, sur des routes étroites et sinueuses. La victoire d'étape est propice aux sprinteurs.

## Déroulement de la course
L'échappée se forme dès le départ, avec cinq coureurs : le Belge Jelle Wallays (Cofidis), les deux Français Cyril Barthe (B&B Hotels p/b KTM) et Maxime Chevalier (B&B Hotels p/b KTM), le Néerlandais Ide Schelling (Bora-Hansgrohe) et le Suisse Michael Schär (AG2R Citroën).
L'étape est marquée par de nombreuses averses. Le Gallois Geraint Thomas (INEOS Grenadiers) et le Néerlandais Robert Gesink (Jumbo-Visma) sont victimes d'une chute à 145 kilomètres de l'arrivée. Ce dernier abandonne, tandis que Thomas reprend la route, son épaule luxée ayant été remise en place par le médecin du Tour.
Au sommet de la côte de Cadoudal (1,7 km à 6,3 %), Ide Schelling passe en tête avec un peu plus de deux minutes d'avance sur le peloton, il récupère par conséquent le maillot à pois de Mathieu van der Poel ; après l'ascension, le Néerlandais se relève. Au sprint intermédiaire de La Fourchette, Cyril Barthe passe en tête devant Maxime Chevalier ; derrière, c'est le sprinteur australien Caleb Ewan (Lotto-Soudal) qui devance le peloton. Au sommet de la côte de Pluméliau (2,2 km à 3,1 %), Jelle Wallays passe en tête, avec une minute et trente secondes d'avance sur le peloton. L'échappée est reprise à sept kilomètres de l'arrivée.
A 10 kilomètres de l'arrivée, le leader Slovène Primož Roglič (Jumbo-Visma) chute et ses équipiers l'attendent pour tenter de perdre un minimum de temps sur les autres prétendants à la victoire finale. Le parcours, relativement descendant sur des routes étroites et sinueuses, devient de plus en plus dangereux pour les coureurs qui ne cessent de prendre des risques pour se placer du mieux possible à l'avant du peloton. A quatre kilomètres de l'arrivée, une sortie de route jettant au sol de nombreux coureurs, dont le sprinteur français Arnaud Démare (Groupama-FDJ) et un des favoris à la victoire finale, l'australien Jack Haig (Bahrain-Victorious), qui doit abandonner. Le peloton se retrouve diviser en de nombreux groupes, alors que l'échappée est reprise.
Enfin, dans les deux derniers hectomètres, Caleb Ewan chute après le dernier virage, entraînant avec lui le Slovaque Peter Sagan (Bora-Hansgrohe). La clavicule cassée, le sprinteur australien doit abandonner. Mené par un exceptionnel relais du maillot jaune néerlandais Mathieu van der Poel (Alpecin-Fenix), le Belge Tim Merlier (Alpecin Fenix) s'impose à Pontivy, mettant fin à un final d'étape très mouvementé.
Mathieu van der Poel conserve son maillot jaune, tout comme Julian Alaphilippe avec le maillot vert et Tadej Pogacar avec le maillot blanc. Ide Schelling récupère le maillot à pois.

## Résultats

### Classement de l'étape
| Classement de la 3e étape | Classement de la 3e étape | Classement de la 3e étape | Classement de la 3e étape | Classement de la 3e étape |
|                           | Coureur                   | Pays                      | Équipe                    | Temps                     |
| ------------------------- | ------------------------- | ------------------------- | ------------------------- | ------------------------- |
| 1er                       | Tim Merlier               | Belgique                  | Alpecin-Fenix             | en 4 h 1 min 28 s         |
| 2e                        | Jasper Philipsen          | Belgique                  | Alpecin-Fenix             | + 0 s                     |
| 3e                        | Nacer Bouhanni            | France                    | Arkéa-Samsic              | + 0 s                     |
| 4e                        | Davide Ballerini          | Italie                    | Deceuninck-Quick Step     | + 0 s                     |
| 5e                        | Sonny Colbrelli           | Italie                    | Bahrain Victorious        | + 0 s                     |
| 6e                        | Julian Alaphilippe        | France                    | Deceuninck-Quick Step     | + 0 s                     |
| 7e                        | Mathieu van der Poel      | Pays-Bas                  | Alpecin-Fenix             | + 0 s                     |
| 8e                        | Cees Bol                  | Pays-Bas                  | Team DSM                  | + 0 s                     |
| 9e                        | Anthony Turgis            | France                    | TotalEnergies             | + 0 s                     |
| 10e                       | Max Walscheid             | Allemagne                 | Qhubeka NextHash          | + 0 s                     |
| modifier                  |                           |                           |                           |                           |

### Points attribués
| Sprint intermédiaire La Fourchette (km 118,3) | Sprint intermédiaire La Fourchette (km 118,3) | Sprint intermédiaire La Fourchette (km 118,3) | Sprint intermédiaire La Fourchette (km 118,3) | Sprint intermédiaire La Fourchette (km 118,3) |
| --------------------------------------------- | --------------------------------------------- | --------------------------------------------- | --------------------------------------------- | --------------------------------------------- |
|                                               | Coureur                                       | Pays                                          | Équipe                                        | Point(s)                                      |
| 1er                                           | Cyril Barthe                                  | France                                        | B&B Hotels p/b KTM                            | 20                                            |
| 2e                                            | Maxime Chevalier                              | France                                        | B&B Hotels p/b KTM                            | 17                                            |
| 3e                                            | Michael Schär                                 | Suisse                                        | AG2R Citroën                                  | 15                                            |
| 4e                                            | Jelle Wallays                                 | Belgique                                      | Cofidis                                       | 13                                            |
| 5e                                            | Caleb Ewan                                    | Australie                                     | Lotto-Soudal                                  | 11                                            |
| 6e                                            | Mark Cavendish                                | Royaume-Uni                                   | Deceuninck-Quick Step                         | 10                                            |
| 7e                                            | Michael Mørkøv                                | Danemark                                      | Deceuninck-Quick Step                         | 9                                             |
| 8e                                            | Sonny Colbrelli                               | Italie                                        | Bahrain Victorious                            | 8                                             |
| 9e                                            | Arnaud Démare                                 | France                                        | Groupama-FDJ                                  | 7                                             |
| 10e                                           | Peter Sagan                                   | Slovaquie                                     | Bora-Hansgrohe                                | 6                                             |
| 11e                                           | Michael Matthews                              | Australie                                     | Team BikeExchange                             | 5                                             |
| 12e                                           | Jasper Philipsen                              | Belgique                                      | Alpecin-Fenix                                 | 4                                             |
| 13e                                           | Jacopo Guarnieri                              | Italie                                        | Groupama-FDJ                                  | 3                                             |
| 14e                                           | Marco Haller                                  | Autriche                                      | Bahrain Victorious                            | 2                                             |
| 15e                                           | Daniel Oss                                    | Italie                                        | Bora-Hansgrohe                                | 1                                             |
| modifier                                      |                                               |                                               |                                               |                                               |

| Arrivée d'étape Pontivy (km 182,9) | Arrivée d'étape Pontivy (km 182,9) | Arrivée d'étape Pontivy (km 182,9) | Arrivée d'étape Pontivy (km 182,9) | Arrivée d'étape Pontivy (km 182,9) |
| ---------------------------------- | ---------------------------------- | ---------------------------------- | ---------------------------------- | ---------------------------------- |
|                                    | Coureur                            | Pays                               | Équipe                             | Point(s)                           |
| 1er                                | Tim Merlier                        | Belgique                           | Alpecin-Fenix                      | 50                                 |
| 2e                                 | Jasper Philipsen                   | Belgique                           | Alpecin-Fenix                      | 30                                 |
| 3e                                 | Nacer Bouhanni                     | France                             | Arkéa-Samsic                       | 20                                 |
| 4e                                 | Davide Ballerini                   | Italie                             | Deceuninck-Quick Step              | 18                                 |
| 5e                                 | Sonny Colbrelli                    | Italie                             | Bahrain Victorious                 | 16                                 |
| 6e                                 | Julian Alaphilippe                 | France                             | Deceuninck-Quick Step              | 14                                 |
| 7e                                 | Mathieu van der Poel               | Pays-Bas                           | Alpecin-Fenix                      | 12                                 |
| 8e                                 | Cees Bol                           | Pays-Bas                           | Team DSM                           | 10                                 |
| 9e                                 | Anthony Turgis                     | France                             | TotalEnergies                      | 8                                  |
| 10e                                | Max Walscheid                      | Allemagne                          | Qhubeka NextHash                   | 7                                  |
| 11e                                | Matej Mohorič                      | Slovénie                           | Bahrain Victorious                 | 6                                  |
| 12e                                | Miles Scotson                      | Australie                          | Groupama-FDJ                       | 5                                  |
| 13e                                | Richard Carapaz                    | Équateur                           | Ineos Grenadiers                   | 4                                  |
| 14e                                | Søren Kragh Andersen               | Danemark                           | Team DSM                           | 3                                  |
| 15e                                | Wout van Aert                      | Belgique                           | Jumbo-Visma                        | 2                                  |
| modifier                           |                                    |                                    |                                    |                                    |

### Bonifications en temps
|   | Coureur          | Pays     | Équipe        | Secondes |
| - | ---------------- | -------- | ------------- | -------- |
| 1 | Tim Merlier      | Belgique | Alpecin-Fenix | 10 s     |
| 2 | Jasper Philipsen | Belgique | Alpecin-Fenix | 6 s      |
| 3 | Nacer Bouhanni   | France   | Arkéa-Samsic  | 4 s      |

### Cols et côtes
| Côte de Cadoudal (km 91,1) 4e catégorie (1,7 km à 6,3 %) | Côte de Cadoudal (km 91,1) 4e catégorie (1,7 km à 6,3 %) | Côte de Cadoudal (km 91,1) 4e catégorie (1,7 km à 6,3 %) | Côte de Cadoudal (km 91,1) 4e catégorie (1,7 km à 6,3 %) | Côte de Cadoudal (km 91,1) 4e catégorie (1,7 km à 6,3 %) |
| -------------------------------------------------------- | -------------------------------------------------------- | -------------------------------------------------------- | -------------------------------------------------------- | -------------------------------------------------------- |
|                                                          | Coureur                                                  | Pays                                                     | Équipe                                                   | Point(s)                                                 |
| 1er                                                      | Ide Schelling                                            | Pays-Bas                                                 | Bora-Hansgrohe                                           | 1                                                        |
| modifier                                                 |                                                          |                                                          |                                                          |                                                          |

| Côte de Pluméliau (km 148,6) 4e catégorie (2,2 km à 3,1 %) | Côte de Pluméliau (km 148,6) 4e catégorie (2,2 km à 3,1 %) | Côte de Pluméliau (km 148,6) 4e catégorie (2,2 km à 3,1 %) | Côte de Pluméliau (km 148,6) 4e catégorie (2,2 km à 3,1 %) | Côte de Pluméliau (km 148,6) 4e catégorie (2,2 km à 3,1 %) |
| ---------------------------------------------------------- | ---------------------------------------------------------- | ---------------------------------------------------------- | ---------------------------------------------------------- | ---------------------------------------------------------- |
|                                                            | Coureur                                                    | Pays                                                       | Équipe                                                     | Point(s)                                                   |
| 1er                                                        | Jelle Wallays                                              | Belgique                                                   | Cofidis                                                    | 1                                                          |
| modifier                                                   |                                                            |                                                            |                                                            |                                                            |

### Prix de la combativité
- Michael Schär (AG2R Citroën)

## Classements à l'issue de l'étape

### Classement général
| Classement général | Classement général   | Classement général | Classement général    | Classement général  |
|                    | Coureur              | Pays               | Équipe                | Temps               |
| ------------------ | -------------------- | ------------------ | --------------------- | ------------------- |
| 1er                | Mathieu van der Poel | Pays-Bas           | Alpecin-Fenix         | en 12 h 58 min 53 s |
| 2e                 | Julian Alaphilippe   | France             | Deceuninck-Quick Step | + 8 s               |
| 3e                 | Richard Carapaz      | Équateur           | Ineos Grenadiers      | + 31 s              |
| 4e                 | Wout van Aert        | Belgique           | Jumbo-Visma           | + 31 s              |
| 5e                 | Wilco Kelderman      | Pays-Bas           | Bora-Hansgrohe        | + 38 s              |
| 6e                 | Tadej Pogačar        | Slovénie           | UAE Team Emirates     | + 39 s              |
| 7e                 | Enric Mas            | Espagne            | Movistar              | + 40 s              |
| 8e                 | Nairo Quintana       | Colombie           | Arkéa-Samsic          | + 40 s              |
| 9e                 | Pierre Latour        | France             | TotalEnergies         | + 45 s              |
| 10e                | Sergio Higuita       | Colombie           | EF Education-Nippo    | + 52 s              |
| modifier           |                      |                    |                       |                     |

| Classement par points | Classement par points | Classement par points | Classement par points | Classement par points |
| --------------------- | --------------------- | --------------------- | --------------------- | --------------------- |
|                       | Coureur               | Pays                  | Équipe                | Point(s)              |
| 1er                   | Julian Alaphilippe    | France                | Deceuninck-Quick Step | 80 points             |
| 2e                    | Mathieu van der Poel  | Pays-Bas              | Alpecin-Fenix         | 62 pts                |
| 3e                    | Tim Merlier           | Belgique              | Alpecin-Fenix         | 50 pts                |
| 4e                    | Michael Matthews      | Australie             | Team BikeExchange     | 50 pts                |
| 5e                    | Tadej Pogačar         | Slovénie              | UAE Team Emirates     | 44 pts                |
| 6e                    | Jasper Philipsen      | Belgique              | Alpecin-Fenix         | 41 pts                |
| 7e                    | Primož Roglič         | Slovénie              | Jumbo-Visma           | 40 pts                |
| 8e                    | Caleb Ewan            | Australie             | Lotto-Soudal          | 37 pts                |
| 9e                    | Wilco Kelderman       | Pays-Bas              | Bora-Hansgrohe        | 34 pts                |
| 10e                   | Nacer Bouhanni        | France                | Arkéa-Samsic          | 33 pts                |
| modifier              |                       |                       |                       |                       |

| Classement du meilleur grimpeur | Classement du meilleur grimpeur | Classement du meilleur grimpeur | Classement du meilleur grimpeur    | Classement du meilleur grimpeur |
| ------------------------------- | ------------------------------- | ------------------------------- | ---------------------------------- | ------------------------------- |
|                                 | Coureur                         | Pays                            | Équipe                             | Point(s)                        |
| 1er                             | Ide Schelling                   | Pays-Bas                        | Bora-Hansgrohe                     | 5 points                        |
| 2e                              | Mathieu van der Poel            | Pays-Bas                        | Alpecin-Fenix                      | 4 pts                           |
| 3e                              | Anthony Perez                   | France                          | Cofidis                            | 3 pts                           |
| 4e                              | Julian Alaphilippe              | France                          | Deceuninck-Quick Step              | 2 pts                           |
| 5e                              | Edward Theuns                   | Belgique                        | Trek-Segafredo                     | 2 pts                           |
| 6e                              | Tadej Pogačar                   | Slovénie                        | UAE Team Emirates                  | 2 pts                           |
| 7e                              | Victor Campenaerts              | Belgique                        | Qhubeka NextHash                   | 1 pt                            |
| 8e                              | Jelle Wallays                   | Belgique                        | Cofidis                            | 1 pt                            |
| 9e                              | Danny van Poppel                | Pays-Bas                        | Intermarché-Wanty-Gobert Matériaux | 1 pt                            |
| 10e                             | Michael Matthews                | Australie                       | Team BikeExchange                  | 1 pt                            |
| modifier                        |                                 |                                 |                                    |                                 |

| Classement général du meilleur jeune | Classement général du meilleur jeune | Classement général du meilleur jeune | Classement général du meilleur jeune | Classement général du meilleur jeune |
|                                      | Coureur                              | Pays                                 | Équipe                               | Temps                                |
| ------------------------------------ | ------------------------------------ | ------------------------------------ | ------------------------------------ | ------------------------------------ |
| 1er                                  | Tadej Pogačar                        | Slovénie                             | UAE Team Emirates                    | en 12 h 59 min 32 s                  |
| 2e                                   | Sergio Higuita                       | Colombie                             | EF Education-Nippo                   | + 13 s                               |
| 3e                                   | David Gaudu                          | France                               | Groupama-FDJ                         | + 13 s                               |
| 4e                                   | Lucas Hamilton                       | Australie                            | Team BikeExchange                    | + 1 min 3 s                          |
| 5e                                   | Jonas Vingegaard                     | Danemark                             | Jumbo-Visma                          | + 1 min 8 s                          |
| 6e                                   | Aurélien Paret-Peintre               | France                               | AG2R Citroën                         | + 2 min 36 s                         |
| 7e                                   | Stefan de Bod                        | Afrique du Sud                       | Astana-Premier Tech                  | + 4 min 54 s                         |
| 8e                                   | Neilson Powless                      | États-Unis                           | EF Education-Nippo                   | + 5 min 22 s                         |
| 9e                                   | Mark Donovan                         | Royaume-Uni                          | Team DSM                             | + 5 min 34 s                         |
| 10e                                  | Joris Nieuwenhuis                    | Pays-Bas                             | Team DSM                             | + 6 min 35 s                         |
| modifier                             |                                      |                                      |                                      |                                      |

| Classement par équipes | Classement par équipes | Classement par équipes | Classement par équipes |
|                        | Équipe                 | Pays                   | Temps                  |
| ---------------------- | ---------------------- | ---------------------- | ---------------------- |
| 1re                    | Bahrain Victorious     | Bahreïn                | en 38 h 59 min 9 s     |
| 2e                     | Jumbo-Visma            | Pays-Bas               | + 1 min 33 s           |
| 3e                     | Trek-Segafredo         | États-Unis             | + 1 min 43 s           |
| 4e                     | Astana-Premier Tech    | Kazakhstan             | + 1 min 59 s           |
| 5e                     | EF Education-Nippo     | Australie              | + 2 min 2 s            |
| 6e                     | Team BikeExchange      | Australie              | + 2 min 20 s           |
| 7e                     | Ineos Grenadiers       | Royaume-Uni            | + 2 min 42 s           |
| 8e                     | Deceuninck-Quick Step  | Belgique               | + 3 min 56 s           |
| 9e                     | Movistar               | Espagne                | + 4 min 26 s           |
| 10e                    | Bora-Hansgrohe         | Allemagne              | + 6 min 46 s           |
| modifier               |                        |                        |                        |

## Abandons
- Robert Gesink (Jumbo-Visma) : abandon sur chute[4]
- Jack Haig (Bahrain Victorious) : abandon sur chute[4]